# Igreja de Nossa Senhora de Guadalupe (Mouçós)
A Igreja de Nossa Senhora de Guadalupe está situada na aldeia de Ponte, freguesia de Mouçós, município de Vila Real, Distrito de Vila Real.
De estilo gótico, foi edificada durante o século XV, por iniciativa de D. Pedro de Castro, abade de Mouçós.
Está classificada desde 1983 como Imóvel de Interesse Público (Decreto - 8/83, DR 1ª série nº 19, de 24 de janeiro de 1983).

## Descrição
Esta igreja, dos finais da Idade Média, é constituída por uma única nave, mais elevada do que a capela de forma rectangular. Apresenta alguns modilhões que suportam a linha do telhado, assim como um óculo na fachada principal.
De destacar na parede do fundo da capela, a pintura mural datada de 1529, representando a Árvore de Jessé, assim como uma inigmática iscrição "AM . DRA".
No interior, podemos ainda ver, duas pedras tumulares, dos séculos XVI e XVII, que contêm os restos mortais de Álvaro Lopes e de Senha de Martin Vaz Sampaio, assim como o tecto em madeira, de tipo mudéjar.
Em 1988 o telhado desta igreja de estilo tardio-romântico ruíu, tendo sofrido obras de  reconstrução em 1992 e 1996.
Existe, ainda na fachada virada a Este da capela, um brasão.
A título de curiosidade e como não se encontram a mais de 500 metros desta igreja (direcção noroeste - quem desce da igreja em direção ao rio corgo), é de referir as grutas pré-históricas abandonadas e não estudadas, que tanto nos podiam contar sobre os "primitivos" habitantes destas terras.[carece de fontes?]